# Etheostoma scotti
Etheostoma scotti es una especie de peces de la familia Percidae en el orden de los Perciformes.

## Distribución geográfica
Se encuentran en Norteamérica:  Georgia (Estados Unidos).